# Selenicereus validus
Selenicereus validus là một loài thực vật có hoa trong họ Cactaceae. Loài này được S.Arias & U.Guzmán miêu tả khoa học đầu tiên năm 1995.

## Hình ảnh

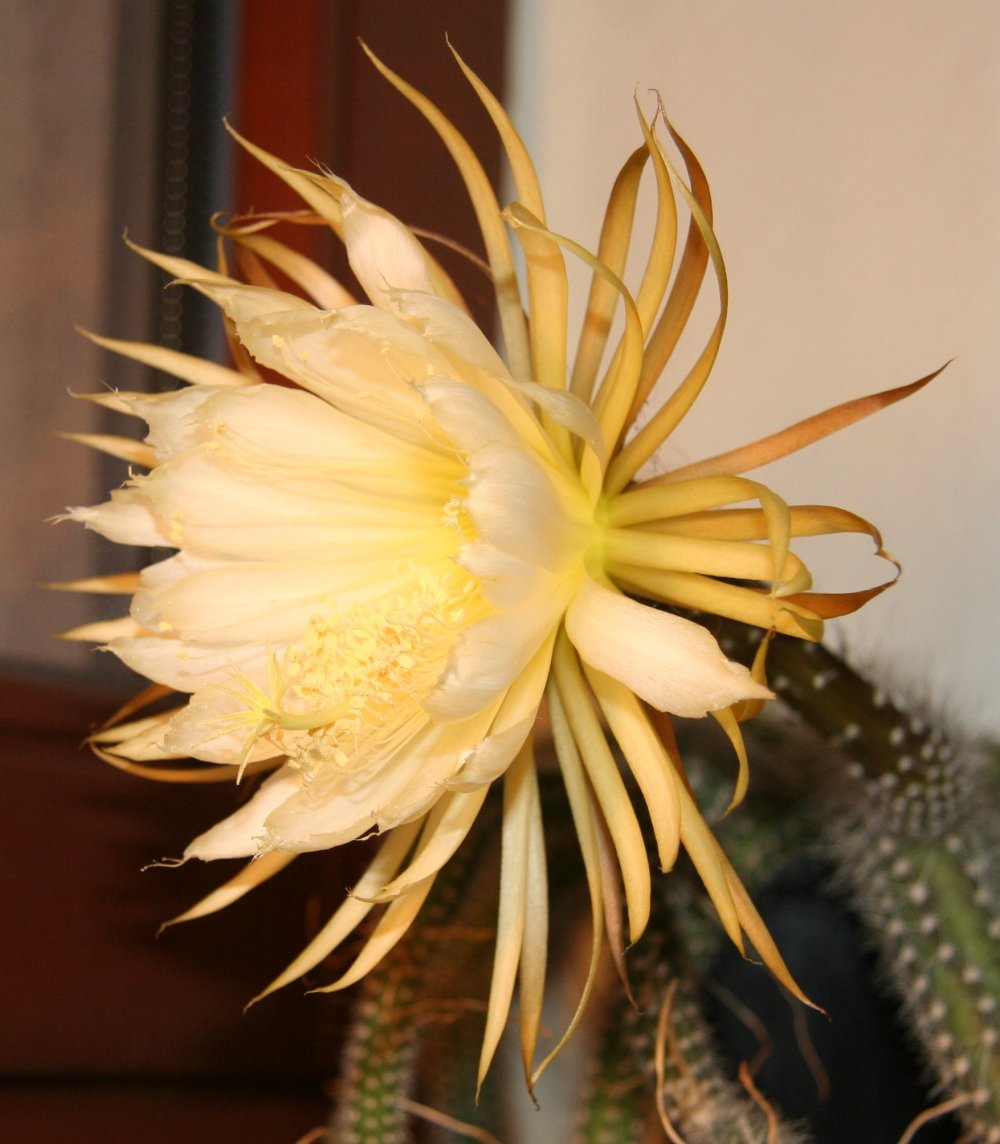